# 关庙镇 (广水市)
关庙镇，是中华人民共和国湖北省随州市广水市下辖的一个乡镇级行政单位。

## 行政区划
关庙镇下辖以下地区：
金星村、永兴村、同兴村、先锋村、中心村、梅庙村、合作村、光明村、龙泉村、长陈村、毕山村、太山村、张湾村、关南村、老沟村、四畈村、关庙街村、天子村、尖山村、铁城村、三合村、双峰村、聂店村、大寨村、大山村、肖店村和方略村。